# 龍與雀斑公主的主題
《龍與雀斑公主》是2021年日本動畫電影，由細田守編劇和執導、地圖工作室和愛爾蘭Cartoon Saloon動畫工作室多国合拍製片，主要配音演員包含中村佳穗、佐藤健、成田凌、染谷将太、玉城蒂娜、幾田莉拉等人。本作是細田守自《未來的未來》後所執導的第6部原創動畫作品，也是他繼《數碼寶貝大冒險 我們的戰爭遊戲！》和《夏日大作戰》後第3部有關網路世界的作品。故事分別以四國地區高知縣鄉村和虛構的網路虛擬世界「U」為主要背景，敘述因為喪母失去歌唱能力的女主角內藤鈴（小鈴）踏入「U」世界成為知名女歌手，遇見受網民高度關注的龍後，展開兩個世界之間的冒險旅程。電影創作除了結合科幻風格、校園生活與鄉村地區的描寫以外，還融入致敬迪士尼動畫工作室作品《美女與野獸 (1991年電影)》與音樂性的元素
《龍與雀斑公主》描繪了超過50億人口註冊登錄的元宇宙網路世界「U」：人們可以透過智慧手機搭配個人配件，讓系統讀取個人照片、生物資訊，創造簡稱為「AS」的虛擬分身在「U」世界進行各種活動，用戶交流不受所在地區語言限制，同時可透過該虛擬空間的系統，強制激發各自的潛能，現實世界的身體與心理的反應會同步投射在虛擬分身上。因為「U」的創建者採取不設置警備集團的機制，導致有部分用戶自行發起網路自警行為，組成非官方的自主警備團體。電影中登場的現實舞台之一高知縣無論是在生活機能上、抑或是城鎮繁榮度，皆呈現人口衰退的跡象，與繁華的「U」世界成為對比。
電影發行後，媒體與評論家著眼評論電影的主題，涉及的主題包含心靈創傷、人際關係、家庭、友誼、愛情、生死本質、成長蛻變，同時探討網際網路社會諸如網路文化、網路欺凌、人肉搜索等現象，還有家庭暴力等議題。本條目列出電影裡的相關主題，還有導演、參演人員、製作團隊、媒體與評論家、科技人士對該片的主題分析與解讀。

## 角色解讀
《雪梨晨鋒報》的保羅·貝爾納斯（Paul Byrnes）在影評裡形容作為女學生的小鈴是電影裡最有力量的角色，而非她的虛擬分身，認為這僅是她的生命裡一半的部分，讓觀眾在喧鬧和多彩的幻象中窺探她的內心裡的混亂、浪漫渴望和脆弱害羞的一面。《紐約》雜誌的艾莉森·威爾摩爾（Alison Willmore）在專題文章裡表示，小鈴因為兒時目睹母親為救人溺斃的記憶，造成她失去歌唱能力之餘，在初期無法看清自己的被遺棄感和母親救人舉動背後的勇氣，唯有憑藉著「U」的虛擬分身才能放聲歌唱，還寫道因為和忍有所接觸、被誤認兩人關係而試圖避免群體流言議論的小鈴（貝兒），和闖進演唱會被自封「U」警備隊的團體追緝的「龍」，同樣遭遇著群體暴力、偽裝成正義的自以為是和強化的社會階層分界。查爾斯·所羅門（英語：Charles Solomon）在《紐約時報》解析日本動畫電影女主角複雜性的文章裡寫道，小鈴因為母親為解救陌生小孩而喪生的經歷，對母親同時抱有思念與生氣的情感，她的音樂作品也反映她所經歷的愛和痛苦，但在她為了解救受父親虐待的兄弟倆而揭露真實的自我時，小鈴同時觸動了惠與自己受傷的心靈。《ABC新聞》的彼得·崔維斯（Peter Travers）認為，小鈴後期對遭受父親虐待的兄弟倆的救援行動，讓她理解母親當年為何會對溺水的小孩伸出援手。在希臘語配音版本飾演小鈴（貝兒）的希臘女高音歌手兼配音員瓦西雅·札查羅波路（Vassia Zacharopoulou）在採訪中稱小鈴 以「貝兒」的虛擬身分為食，反之亦然，通過「貝兒」重新獲得了她失去的內在力量，而這種力量是巨大的，這在影片的結尾有所體現。失落帶走了她的力量，但在「U」的虛擬世界，她首次通過「貝兒」再次唱歌，改變了她的生活。她正慢慢開始重新找到自己的立足點，找到生活中的快樂，同時從一個連自己都不會發聲的存在變成為他人發聲，保護他們。香港作家湯禎兆在專欄文章寫道，高知的女性性格清晰明確，以敢愛敢怒見稱，就自己的主張往往寸步不讓，小鈴的人物設計雖然不算是典型的高知女性，但是她的轉變過程，正是逐步顯現守步不讓的成長歷程，可說是揭開包裝去呈現核心本質的發展。最後孤身上東京尋找及拯救受虐的龍兄弟，可說是還原高知少女的真身。
本片裡飾演「龍」的佐藤健接受媒體採訪時，形容「龍」是一個心思細膩複雜的角色，在演出上實屬困難，所以在正式完成配音前，曾對於自己能否勝任這個角色感到非常地不安。影評家若林良在《週刊現代》撰文寫道，電影裡的許多角色呈現了「笨拙」的特質：例如小鈴在故事開頭不慎從床上跌落，還使用有缺損的馬克杯，不僅身為好友的小弘形容她「像月球背面的陰影」、「平凡無奇」，連同學準備拍團體合照時，小鈴也是因為同學的鼓勸才加入合照，顯現底氣有些不足的模樣。其他角色如小鈴的同學頭慎獨自管理划艇社，雖然個性開朗且能毫不猶豫的與他人交談，但是性情有些捉摸不定，還會誤認支持他的女生都在「暗戀他」；同學兼管樂社團成員瑠果在校園裡如同偶像般的存在，但對心儀的對象則表現遲疑；包含毒舌的小弘在內，同所高中的女學生在社交方面都有些彆扭；小鈴的父親則在妻子（小鈴的母親）過世後，不知道該怎麼對待小鈴，造成父女間的對話尷尬；「U」世界用戶之一的蘇汶在社群網站發布照片，呈現理想主婦的樣貌，實則藉由購買照片發佈在網路平台上。

電影裡女主角內藤鈴獨自從高知抵達東京，營救遭受父親施加家庭暴力的惠（網路平台「U」的網友「龍」的真實身分）與知，成為評論家議論行為正確性的焦點。圖為鈴阻止兄弟倆的父親向惠（黑衣者）與知（白衣者）施暴（左上圖與右上圖），惠與鈴互相感謝彼此帶來的勇氣和表達心聲（左下圖），兄弟倆與鈴相擁（右下圖）。

《天下雜誌》獨立評論專欄評論家劉仲書則分析道，日本社會一直以來習於責怪造成社會麻煩的特立獨行者，會認為人不要出鋒頭、不要引起爭議話題，否則都是做這件事的人的責任。小鈴（Belle）的母親捨身救陌生人而罹難，遭網民批評「自作自受」，即便日本出現包含本片在內、許多像是《鬼滅之刃》等鼓勵人們為他人著想、去勇敢做對的事的動漫作品，這樣的責怪文化仍然深植於日本社會。日本動畫評論家藤津亮太著重解析小鈴與母親個別對陌生人施救的行為，還有其中的「正確性」的議題，藤津亮太的評析文章寫道：「當一個人如果採取正確地行動，但結果卻以不幸的結果結束時，自己會感到遺憾嗎？至少我覺得自己一生都有無法割捨的心情。也許有僅有當時的自己才能做的事情。 儘管如此，他還是因為「正確性」的問題背棄這個情況。自我指責說自己真的只是在畏縮。因為沒有選擇的人的未來是未知的，自我懷疑和悔恨都不會結束，無法分離的感覺將持續很長時間。」，而這部作品與「無法分割的正確性」有關，小鈴的母親為了幫助陌生孩子，獨自踏進水勢上漲的河川遭溺斃的行動，從現實上來說是「錯誤的」，在救助專家到來之前，外行人最好不要動手，作品中也描寫了母親的行動遭網絡上的輿論否定的情況。但是這個錯誤，正是這部電影的重點，也是虛構的原因。後期小鈴發現「龍」的真實身分，是被父親虐待的兄弟中的哥哥（惠），但在試著與惠進行視訊通話時，被不相信小鈴是「貝兒」的惠拒絕援手，為了幫助惠與後者的弟弟知，小鈴必須證明自己是「貝兒」，只能解除「U」世界中的「貝兒」的外型，以自己的真實外貌與身分唱歌，最終理解母親當年行動背後的理由，還有與母親所說「只有自己才能做的事」的意義，為此抱持相同的想法，動身解救被虐待的兄弟倆。藤津亮太稱道，現實常常以「不可分割的正確性」阻撓在人們的面前，人在那個時候，不得不自問「即使他們的行為是錯誤的，他們是否可以拯救對方」，正因為「不可分割的正確性」是絕對的真理，所以無視現實，採取錯誤（儘管如此）正確行動的虛構是值得拯救的。因為採取正確的行動而沒能救人的「無法割捨的心情」的根源是「如果只有在場的自己才能做到的話，想做點什麼」這樣的遺憾。而且這種遺憾，正是由虛構的「錯誤的正確性」所解決的，基於電影開頭從描繪小鈴的母親行動開始，便正面描繪「錯誤的正確性」，小鈴在最後階段採取的行動，作為和母親一樣的精神實踐是必然的。

## 成長與自我議題
地圖工作室CEO兼參與電影製作的製作人齋藤優一郎接受採訪時，稱本片是關於一個人的雙重性與身份，還有成長的故事。同樣參與電影製作的日本電視台製作人谷生俊美，則將本片解讀成關於自我肯定的故事。《紐約》雜誌的影評人艾莉森·威爾摩爾則稱「元宇宙只是將人們最脆弱的部分隱藏起來的手段，互聯網僅是另一個包含人類的混亂家園，讓人們見識真正的自己，仍是真正勇敢的行為」。」《洛杉磯時報》的美國影評人和專欄作家賈斯汀·常在影評文章裡稱道，小鈴並不是電影裡唯一對自己的身份保密、隱藏自身感情的人，而且並非所有面具都是僅限於虛擬層面，例如在劇中的愛情喜劇支線中，小鈴的一些同學都有自己無法言喻的慾望和焦慮。瓦西雅·札查羅波路稱電影主題訊息是「如果人們站起來，就能帶來改變」，除了涉及敏感的社會議題以外，主要是關於人們如何設法重新找到自己的力量，以及如何與他人一起而不是獨自完成，當人們表達出自己的「聲音」的聲音時，也提升自身的的高度，挺身捍衛他人時更彰顯其美好，稱道「我們可以成為互聯網上的其他人，但最終我們真正的自我才是我們應該關注的。一個人可以有一個門面，一個面具，來掩蓋他的『缺點』和弱點，但是當他向前邁進，站穩腳跟，不再害怕時，他周圍的人就會更好地接受他，可能會更欣賞他。」
本片導演兼編劇細田守說明劇裡小鈴挺身保護惠與知，與兄弟倆的父親對峙的衝突事件，是這部電影的核心，稱惠與知的父親試圖向挺身保護兄弟倆的小鈴動手、但除了放聲吶喊之外沒有其他對話，是表達小鈴自身的力量和其他展現自身力量的形式，更進一步解釋道，小鈴因為透過自己在「U」世界裡作為「貝兒」的身份，獲得了回歸現實世界的信心，能夠在不訴諸任何肉體或暴力的情況下堅守陣地，不僅是彰顯她的靈魂的力量，同時是力與美的展現。2022年8月，細田守於中國大陸宣傳電影的感言補述小鈴回到現實時，並不能說還是當初那個弱小的小鈴，而是成長讓她變得強大，稱小鈴周圍的長輩們也知道她已經長大，並尊重她的决定，讓她一個人前往東京。
日本文化網站《Real Sound》的駐站作家井中（日语：井中カエル）撰文解析道，小鈴後期獨自救援被虐待的兄弟倆的行動存在著爭議性，同時在日本形成兩極分化的反響，主因在於身為高中生的小鈴同樣是應當受到保護的少女，但是細田守在電影裡描述成長不是被別人告知應該做什麼，而是自己思考並採取行動，即便這是錯誤的，存在著強烈的個人主義，同時脫離了社區的邏輯和保護自己的存在，稱這是為何小鈴被描繪成長為一個能自己做出選擇並保護自己的人，而不是一個被別人敦促或保護的人。井中指稱在互聯網社會中，正確性往往是由一個沒有明確定義的社區的邏輯強加的，而小鈴做出的選擇顯示了她在互聯網社會中作為個體生活的意願，是個非常重要的選擇。影評家若林良在評析文章寫道，本片承襲了細田守歷代作品奇妙的扭曲風格，作品裡混合不同的元素，而非合乎邏輯的世界觀，但這次則融入世界的多樣性，若林良稱小鈴後期救援兄弟倆的行動應有更適當的選擇，但回顧細田守過往作品裡的主角們在挫折中自行找到解決方法，反而是必然的選擇，同時呈現不計後果的直接了當的力量。
日本動畫評論家藤津亮太寫道，本作透過小鈴獨自前往東京救援被虐待的兄弟倆「正確錯誤的行動」，呈現本作的要點，也就是將人們聯繫在一起的「身體」，故事裡「U」世界的「AS」分身反映本人身體反應的設定也和此有關。小鈴、惠、知在雨中會合，擁抱彼此，亦即「U」世界的「貝兒」以真實的軀體趕來東京，擁抱兄弟倆，惠則透過那個擁抱再次理解小鈴正是「貝兒」。小鈴的「僅有在場的自己才能做的事」，如同她在「U」世界的擁抱，是在現實中擁抱兄弟。這時，兩個世界通過「身體體驗」連接起來，首次作為等價一體的事物向觀眾展示。藤津亮太亦分析，這也是為何「U」會採用這個名字，「U」即是「You（你）」，作為「即便方法錯誤也要解救的對象」、區別「你」「我」，同時結合起來的就是「身體」。

## 音樂元素
本片導演兼編劇細田守接受義大利媒體《Dr commodore.it》採訪期間稱道，音樂是其中一個重要、但並非唯一的主題，終究僅是手段，原因是全片最重要的是小鈴的故事，通過唱歌找到自我並設法成長，稱想讓孩子們覺得通過唱歌，他們可以感受到內心的迴響。他說明道，人們因為嚴重特殊傳染性肺炎疫情都遭受了一些痛苦，並在虛擬現實中避難。希望透過電影與歌聲，讓那些因這種情況而感到壓抑的孩子們可以解放自己。
日本影評家吉田伊知郎在評論裡稱作品裡幾個重要劇情發生在河川流域與音樂元素的設定，深受日本導演佐佐木昭一郎的《河川三部曲》系列作品影響。細田守表示，作品登場的河流兼具美麗和致命的特性，如同互聯網存在著相同的二元性，同時代表著生命，他指稱小鈴具備的二元性，在於她既是「U」世界受歡迎的女歌手，但也是深陷「生與死」的死亡部分、仍同時掙扎生存的人，認為擁有這般份量的人唱起歌來會更有說服力，而且主角的情緒會隨著歌曲和歌詞而變化。
《漫畫書資源網》的馬克·約克（Marc York）著眼分析小鈴為了和惠（龍）重新取得連繫、在「U」世界以真實面貌當眾演唱的劇情橋段，撰文稱小鈴揭露自己的真面目的舉動，將會向惠證明她的話語中的真相，但也需要她克服長期的創傷和普遍的焦慮，而小鈴仍選擇鼓起勇氣將惠的需求置於自己之上，在一生中最脆弱的時刻當著全世界的觀眾面前獻唱歌曲，演唱曲目的歌詞亦反映小鈴在母親去世後，為尋找歌唱的意義和激情而奮鬥的一生。馬克指出小鈴除了回憶起母親為救人犧牲的往事、理解母親當時行動的意義以外，她為幫助惠所作出的奉獻，正如同母親當初所作的行為，連帶讓包含熟識朋友們與競爭對手在內的觀眾們為她流露的真實情感所震撼，進而給予鼓勵支持，她的歌詞內容也從思念某人轉換成更具備樂觀活力的勝利精神、表達她對歌唱的熱情，這項選擇不僅讓她成功克服自己對歌唱的恐懼和幫助有需要的人，而且對她和受她幫助的人們更是精神和道德的勝利。
馬克·約克還解析，電影裡登場的歌唱事件，反映小鈴從遭受心靈創傷失去歌唱能力、以「貝兒」的身份再度開始創作樂曲、最終重拾現實歌唱能力的心路歷程：電影第一幕，小鈴嘗試在現實世界演唱《給相隔兩地的你》，結果卻以非常緊張的聲音唱出來，最終更因為心理創傷影響而嘔吐出來，此時她能做的只有哭泣，若非「U」世界激發用戶內在潛能的作用，她可能再也不會唱歌了。第二幕，小鈴以「貝兒」的身份活躍一段時間後，她再次嘗試在現實世界中唱歌，盡管聲音仍帶有緊張，但已經不會觸發生理不適。到後段劇情的演唱時，小鈴已經能夠清楚唱出歌曲，但表演中還是有些忐忑，直至歌曲結束時，她洋溢著喜悅、熱情和自信，並發表了由衷的結論。片中反覆登場的歌曲《給相隔兩地的你》，同時表明小鈴已經為了這首歌曲考慮了很長時間，想藉由歌曲表達她對母親的愛和思念。

## 網際網路主題

### 網路技術發展
日本影評家兼電影史研究員渡邊大輔將細田守歷代網路題材作品《數碼寶貝》、《夏日大作戰》、《龍與雀斑公主》呈現的網路進行對比，將《夏日大作戰》、《龍與雀斑公主》登場的虛擬世界歸類為元宇宙的形式，渡邊大輔稱《夏日大作戰》中描繪的基本上是類似維基百科的對「出現」和「集體知識」的期待和信念，而《龍與雀斑公主》則反映2010年代對資訊科技的「期望迅速下降」。

### 身體共享與生物技術
本作擔任科技設定顧問的日本琉球大學工學院智慧型資訊學科教授兼H2L的創始人玉城繪美稱，《龍與雀斑公主》電影裡呈現的身體共享技術，可讓人們不受時間、物理、地理的限制，以前人們走動面對面交談是很正常的，但近期人們開始改用視訊會議通訊，現在還可以在元宇宙中進行三維對話。
日本分子遺傳學者兼醫科學教授村上善則在東京大學網站，撰文分析本片呈現透過裝置讀取生物資訊與虛擬和現實交互影響的設定，村上善則分析道，小鈴通過耳機和智慧手機提取她的生物資訊，以「貝兒」的身份出現在虛擬世界「U」中充分展示了她的音樂才能，這可能就是日本科學技術廳著手研究的「數位孿生」項目的目標：使用 IT 從現實空間收集資訊並在網絡空間中再現。其中的決定性因素是放棄虛擬空間中的匿名性。村上善則稱，保持匿名很難加深人與人之間的信任和感情。匿名在隊列研究中也非常重要，但最終需要對個人進行回饋，以將其與研究之外的價值聯繫起來。

### 網路現象、可能性、憂患、影響
細田守曾稱自己設想製作的電影，描繪消除了種族、年齡、性別等所有偏見的虛擬世界，但亦認為在元宇宙時代會免於這種偏見，一個平等的世界將會到來。
渡邊大輔分析道，網路和社群媒體不僅讓人類社會變得富裕和幸福，還讓人們變得愚蠢和盲目，當人們聯繫過於緊密時，會發生無益的「炎上」和「假新聞」事件，影響個人日常生活的幸福或不幸。渡邊大輔同時指稱人工智慧雖對於人們而言變得越來越熟悉，但也有人擔心人工智慧對讀寫能力和創造力的負面影響，寫道在《龍與雀斑公主》中，「U」世界中的億萬用戶不再是主角鈴和她的朋友們單純的盟友。這個故事不再是無數人們合作獲得某種強大力量的故事，而是轉向在如此龐大的用戶數量中找到「唯一一個」人。
《洛杉磯時報》的美國影評人和專欄作家賈斯汀·常寫道，細田守對虛擬的現實自負可能來自遙遠的未來，但他並沒有特別反烏托邦的心情，同時反映技術也有它的缺陷，正如電影裡藉由少部分社交媒體諷刺所展示的那樣，當主角小鈴在虛擬世界「U」以「貝兒（Bell / Belle）」的身份成為網路紅人時，各式各樣的網路酸民隨之浮現，這其中包含下意識的憤世嫉俗者、嫉妒的競爭對手、許多其他不喜歡她唱的歌曲並將她當成刻意引人注意的網路用戶。當小鈴發現許多特意針對她的人感到震驚時，她最要好且熟悉網路的小弘直接稱「只有一昧的讚美，代表妳只有鐵桿粉絲；在「U」世界，只有正反兩方的評論，才能造就真正的明星」。除此之外，小鈴還必須處理每個人對「貝兒」真實身份的好奇心。
《影音俱樂部》的諾艾爾·莫瑞（Noel Murray）在文章裡提及，小鈴的母親為了救溺水的孩子、涉水至湍急的河流裡溺斃後，小鈴即便幾乎無法應對自己的失落感，仍被網路批評她的母親為了救一名孩子而拋棄自己的孩子的言論困擾，同時表示「U」的使用者在虛擬世界以各自制定、理想化的化身活動，反映他們想成為的人或私底下的模樣。小鈴透過好友小弘協助成為「U」知名歌手「貝兒」，讓她理解到成名伴隨著複雜性，包含試圖找出她的身份的業餘偵探和詆毀她的仇恨者。當小鈴（貝兒）理解「龍」的善良和痛苦後，劇情更著重在小鈴（貝兒）在網路暴徒前揭露「龍」的真實身分的努力，與此同時破繭而出的小鈴和熟人、朋友們重新建立聯繫，打破了社會裡超過一切的憤世忌俗，讓一群追隨者們合唱她的歌，他更總結《龍與雀斑公主》是對網路匿名所帶來的機會的深思與探索。在諾艾爾看來，「網際網路無可避免有某些負面的角色和想法，但是人們也可以結識新朋友、體驗他們非凡的創意，在網際網路體驗同理心，然後在將手機放進口袋裡走出去後，便可看見這一切會帶他們走多遠」。

## 社會問題

### 農村社區衰退
《紐約》雜誌的影評家艾莉森·威爾摩爾稱，小鈴通勤上學時通過空蕩的火車站和標示將停駛的公車站牌路線，一言不發地總結了她所居住的農村社區的衰退。本作導演兼編劇細田守則在親筆撰寫的電影小說描述道，小鈴居住的高知地區鄉村，曾在90年代初期被社會學家形容為「極限村落」，而且村子裡的人口相較於全盛期銳減許多，走在全日本的人口減少與少子高齡化社會最先端，其中小鈴在小學時期就讀的母校於1990年代為數不少的畢業生，到了2010年代前半僅剩下兩、三人，接著在包含小鈴在內的學生們畢業後，校舍便成為廢校。小說版第11章，描寫小鈴母親生前所屬的女性聖歌隊成員們向擔憂所屬縣市人口衰退現象的觀眾說明人口衰退議題時，提及除了大都市以外的地區皆面臨人口衰減的問題，而聖歌隊成員們則為了照顧還在村裡生活的小鈴，致力減緩居住鄉村消失的速度，直至小鈴獨立離巢為止。

### 家庭暴力與救援
導演細田守在訪談中稱，針對劇裡呈現虐待兒童的問題，他並不想回避在電影中描述這種發自內心的虐待，尤其是在有報導稱在嚴重特殊傳染性肺炎大規模封鎖期間，家庭暴力的發生率不斷上升的情况下，希望藉此幫助人們意識到類似的情況可能「比他們可能意識到的更接近他們」。在地圖工作室發行的電影公式設定集與細田守撰寫的小說版第16章寫道，當小鈴偕同朋友們、聖歌隊成員和受父親威脅的兄弟惠（亦即「U」世界網友「龍」在現實的真實身分）與知重新開啟視訊通話時，兄弟倆的父親強制中斷雙方通訊，阻止惠與知向小鈴等人留下地址訊息進行求救，小鈴等人雖然整合網路資訊找到兄弟倆在現實的位置和致電兒童諮詢所請求緊急安置兄弟倆，但是兒童諮詢所規定必須在48小時內直接確認安置目標的狀態，聖歌隊成員更直言兄弟倆可能會在這段期間發生萬一。
日本動畫評論家藤津亮太進一步解析惠與知的父親對兄弟倆施虐的心理與行動，稱父親用暴力統治孩子，這是因為他不承認兩人有獨立的身體，認為這只是自我的延伸物。對他來說，家不是和「擁有身體的人」一起生活的空間，而是只滿足自己的自我的空間。 從這個意義上來說，惠與知的父親並不是生活在現實世界中。正因為如此，當小鈴以「擁有自己身體的陌生人」身分出現在眼前時，惠與知的父親無法應對她，只會被「陌生人的身體」壓倒。他在文章裡寫道，被虐待的兒童應該被制度所拯救，但这并没有传达这样的信息：人们可以通过他们的身体得到拯救。通过在前述中描绘的現實的制度，也很难对父亲的封闭世界进行打击，為此小鈴藉由在現實擁抱惠與知，讓現實與「U」兩個世界通过 「身体体验」联系在一起，并首次以等同和统一的方式呈现给观众。藤津亮太亦稱，倘若作品能對兒童諮詢所的介入處理能有更多關注更佳。